# Zulu-Gula
Zulu-Gula – program satyryczny emitowany w TVP1 w latach 1992–1996. Przez pewien czas program nosił nazwę W kraju Zulu Gula. Pierwszy odcinek wyemitowano 26 listopada 1992 a ostatni nieco ponad 3 lata później, 9 lutego 1996 roku.
Odtwórcą tytułowej roli był Tadeusz Ross, który był ubrany w charakterystyczny żółty beret i czerwoną marynarkę, miał wpięty w ucho klips i mówił, zniekształcając słowa. W programie występowali również: Stefan Każuro, Barbara Babilińska, Joanna Pałucka, Grzegorz Kucias i Sylwia Noran, którzy grali gospodarzy przybysza z państwa Zulu Gula.
Program wyśmiewał negatywne aspekty polskiej rzeczywistości. Z tego właśnie programu pochodzi słynne zdanie Polska to jest bardzo ciekawa kraj. Program miał największą w historii polskich programów rozrywkowych oglądalność – 65%.
Odcinki trwały 10–15 minut i emitowano je o godz. 18:45-18:50 najpierw w czwartki, później w piątki. Była również wakacyjna edycja programu Zulu-Gula na wakacjach. Zaniechano reemisji tego programu. W 1998 roku została wydana kaseta Zulu Gula dzieciom nakładem firmy fonograficznej Tic Tac.